# 新建里 (基隆市)
新建里是中華民國基隆市中山區的一個里。

## 歷史
新建里當地原為西定河（蚵殼港河）畔泥灘。乙未戰爭時，攻台日軍曾在當地駐扎。日治台灣時期當局整建河道，並在當地建立日本士官宿舍。中華民國43年（1954年），政府從新民里劃出增設新建里，中華民國75年（1986年）新生、新民二里併入新建里。
中華民國80年（1991年）五月，中華民國內政部頒布《社區發展工作綱要》。當局依據里轄範圍，以一里一社區為原則，於中華民國82年（1993年）成立新建社區發展協會。

## 人口
2021年12月總人口數840人，65歲以上226人，佔全里人口26.9%，居民教育程度以國中以下居多，雙獨居老人家庭佔大多數。